# Sailly (Yvelines)
Sailly és un municipi francès, situat al departament d'Yvelines i a la regió de Illa de França. L'any 2007 tenia 372 habitants.
Forma part del cantó de Limay, del districte de Rambouillet i de la Comunitat urbana Grand Paris Seine et Oise.

## Demografia

### Població
El 2007 la població de fet de Sailly era de 372 persones. Hi havia 127 famílies, de les quals 20 eren unipersonals (4 homes vivint sols i 16 dones vivint soles), 36 parelles sense fills, 67 parelles amb fills i 4 famílies monoparentals amb fills.
La població ha evolucionat segons el següent gràfic:
Habitants censats

### Habitatges
El 2007 hi havia 175 habitatges, 131 eren l'habitatge principal de la família, 34 eren segones residències i 10 estaven desocupats. 152 eren cases i 23 eren apartaments. Dels 131 habitatges principals, 107 estaven ocupats pels seus propietaris, 23 estaven llogats i ocupats pels llogaters i 1 estava cedit a títol gratuït; 2 tenien una cambra, 2 en tenien dues, 24 en tenien tres, 27 en tenien quatre i 76 en tenien cinc o més. 115 habitatges disposaven pel capbaix d'una plaça de pàrquing. A 42 habitatges hi havia un automòbil i a 84 n'hi havia dos o més.

### Piràmide de població
La piràmide de població per edats i sexe el 2009 era:
| Homes | Edats   | Dones |
| ----- | ------- | ----- |
| 0     | 95 o +  | 0     |
| 0     | 90 a 94 | 0     |
| 0     | 85 a 89 | 0     |
| 0     | 80 a 84 | 0     |
| 0     | 75 a 79 | 8     |
| 8     | 70 a 74 | 0     |
| 0     | 65 a 69 | 4     |
| 4     | 60 a 64 | 8     |
| 4     | 55 a 59 | 4     |
| 8     | 50 a 54 | 4     |
| 12    | 45 a 49 | 12    |
| 28    | 40 a 44 | 8     |
| 12    | 35 a 39 | 24    |
| 16    | 30 a 34 | 24    |
| 4     | 25 a 29 | 8     |
| 8     | 20 a 24 | 4     |
| 16    | 15 a 19 | 4     |
| 16    | 10 a 14 | 12    |
| 12    | 5 a 9   | 40    |
| 16    | 0 a 4   | 16    |

## Economia
El 2007 la població en edat de treballar era de 267 persones, 204 eren actives i 63 eren inactives. De les 204 persones actives 193 estaven ocupades (99 homes i 94 dones) i 11 estaven aturades (8 homes i 3 dones). De les 63 persones inactives 22 estaven jubilades, 27 estaven estudiant i 14 estaven classificades com a «altres inactius».

### Ingressos
El 2009 a Sailly hi havia 136 unitats fiscals que integraven 386 persones, la mediana anual d'ingressos fiscals per persona era de 23.307 €.

### Activitats econòmiques
Dels 14 establiments que hi havia el 2007, 1 era d'una empresa extractiva, 1 d'una empresa de fabricació d'altres productes industrials, 1 d'una empresa de construcció, 3 d'empreses de comerç i reparació d'automòbils, 1 d'una empresa financera, 2 d'empreses immobiliàries, 3 d'empreses de serveis i 2 d'empreses classificades com a «altres activitats de serveis».
Dels 2 establiments de servei als particulars que hi havia el 2009, 1 era un guixaire pintor i 1 agència immobiliària.
L'únic establiment comercial que hi havia el 2009 era una botiga de material esportiu.
L'any 2000 a Sailly hi havia 6 explotacions agrícoles.

## Equipaments sanitaris i escolars
El 2009 hi havia una escola elemental.

## Poblacions més properes
El següent diagrama mostra les poblacions més properes.